# Міжнародна мережа соціально-побутового обслуговування моряків
Міжнародна мережа соціально-побутового обслуговування моряків (ІСВАН) (англ. International seafarers’ welfare and assistance network, ISWAN) — некомерційна організація, яка сприяє покращенню добробуту моряків, безпосередньо підтримуючи їх у важких умовах.

## Історія заснування
27 листопада 2012р. в Лондоні відбувається зустріч на якій члени Міжнародного комітету соціального забезпечення моряків (ICSW) проголосували за приєднання до Міжнародної мережі з надання допомоги морякам (ISAN). Нова організація отримала назву Міжнародна мережа соціально-побутового обслуговування моряків і вже у 2013 році почала свою активну діяльність.

## Місія
Основна мета діяльності ІСВАН — сприяти покращенню добробуту мореплавців, вирішувати проблемні питання у відповідності з розділами Конвенції про працю в морському судноплавстві (MLC).

## Діяльність
Свою діяльність ІСВАН здійснює через реалізацію наступних програм та проектів:
- Проект боротьби з ВІЛ /СНІДом

Дворічний Глобальний пілотний проект боротьби з ВІЛ/СНІДом спрямований підвищити обізнаність серед моряків про ризики зараження ВІЛ / СНІДом та інфекціями, які передаються статевим шляхом, пропаганді безпечного сексу.
- Охорона здоров'я жінок моряків

ІСВАН разом з Міжнародною асоціацією охорони здоров'я на морі (IMHA), Міжнародною федерацією працівників транспорту (ITF) та Спілкою медичного забезпечення моряків (SHS) провели низку досліджень для визначення потреб у галузі охорони здоров'я та добробуту жінок-моряків.
- Програма гуманітарного реагування на морське піратство (MPHRP)

- Надзвичайний фонд для моряків

- Проект «Навчання на борту»

«Навчання на борту» — проект з міжнародної професійної підготовки, харчування та здоров'я, ініційований норвезькою морською адміністрацією у Хаугесунді від імені ІСВАН. 
Проект пропонує морякам доступну, безкоштовну мотиваційну програму навчання, яка дозволяє турбуватися про своє здоров'я та фізичну форму.
- Гаряча лінія SeafarerHelp[3]

SeafarerHelp — вільна безкоштовна багатомовна гаряча лінія для моряків, яка працює цілодобово та безкоштовно і може приймати дзвінки з будь-якого куточка світу.
- Проект партнерства з соціально-побутового обслуговування в портах є пілотним проектом ISWAN, який фінансується Фондом моряків Міжнародної федерації працівників транспорту (ITF ST) та керується Торговельною морською радою соціального забезпечення(MNWB). Проект сприяє створенню соціальних міжнародних закладів для мореплавців, у відповідності з Конвенцією про працю в морському судноплавстві (MLC).

В Україні створено 5 центрів, які забезпечують екіпажі іноземних суден, які заходять в українські порти, усіма необхідними  умовами для комфортного перебування:
≈ Одеський Інтерклуб
≈ Ізмаїльський Інтерклуб
≈ Інтерклуб порту «Південний»
≈ Бердянський Інтерклуб
≈ Місія мореплавців Центр «Летючий ангел» в Одесі  
- International Seafarers' Welfare Awards

Щороку, починаючи з 2010 року, ІСВАН при підтримці Міжнародної морської організації та Міжнародної організації праці, проводить церемонію вручення Міжнародної нагороди за вагомий внесок у покращення добробуту працівників морської галузі за наступними номінаціями:
Найкраща судноплавна компанія року
Найкращий порт
Інтерклуб року
Найкращий працівник сфери обслуговування
- Фотоконкурс для моряків

Кожен рік ІСВАН запрошує усіх мореплавців брати участь у фотоконкурсі. Світлини повинні відображати життя моряків (праця, відпочинок, перебування у порту).